# Septembre 1961

## Événements
- 1er septembre : 
  - Première réunion des Pays non alignés.
  - Insurrection de l’Érythrée contre l’Éthiopie sous la direction du FLE (Front de libération de l'Érythrée). Le conflit dure trente ans.
  - Annonce de la reprise des essais nucléaires soviétiques dans l’atmosphère[1].

- 5 septembre : de Gaulle admet les prétentions algériennes sur le Sahara. La négociation avec le Gouvernement provisoire de la République algérienne (GPRA) reprend.

- 8 septembre : attentat manqué contre le général Charles de Gaulle à Pont-sur-Seine, sur la route de Colombey-les-deux-Églises.

- 9 septembre : ajournement de la conférence sur le désarmement nucléaire (Genève), sans la France.

- 10 septembre (Formule 1) : Grand Prix automobile d'Italie.

- 11 septembre : 
  - Lisbonne : fondation de la Lisnave, chantier naval le plus important du monde occidental.
  - Révolte kurde en Irak[2]. Qasim soutient les opposants au leader kurde Barzani, qui réplique en prenant le maquis et demande l’autonomie du Kurdistan. En septembre, les organisations kurdes sont interdites et l’armée entame une répression contre les forces de Barzani. Devant la situation, les officiers kurdes de l’armée démissionnent et s’engagent auprès de Barzani. La guérilla kurde est efficace et l’armée irakienne ne parvient à contrôler que les principales agglomérations. Le régime de Qasim en sort affaiblit.

- 11 - 12 septembre : graves incidents à Oran et Bab El-Oued.

- 12 septembre : constitution de l’Union africaine et malgache à Tananarive (UAM).

- 17 septembre : élection du 4e Bundestag en Allemagne de l’Ouest.

- 18 septembre : Dag Hammarskjöld, secrétaire général des Nations unies, meurt dans un accident d'avion en Rhodésie.

- 18 et 25 septembre : élections supervisées par l’ONU au Rwanda et au Burundi.

- 28 septembre : l’armée syrienne s’empare du pouvoir. Nasser refuse une épreuve de force et rapatrie tous les Égyptiens présents en Syrie. La RAU est dissoute.
  - L’échec de la RAU amène Nasser à modifier sa politique. Son idéologie prend une orientation nettement socialiste. Il veut établir la justice sociale, l’égalité des chances et former un grand corps social unique sous l’autorité de l’État. Il accélère les nationalisations, dépossède les communautés étrangères (Syriens, Libanais, Grecs), détruit le capitalisme égyptien…

## Naissances
- 1er septembre : Christopher Ferguson, astronaute américain..
- 4 septembre : Cédric Klapisch, réalisateur français.
- 7 septembre : LeRoi Moore, saxophoniste du Dave Matthews Band († 19 août 2008).
- 9 septembre : Pepín Jiménez, matador espagnol.
- 10 septembre : Alberto Núñez Feijóo, homme politique espagnol.
- 11 septembre : François-Xavier Bagnoud, pilote d'hélicoptère († 14 janvier 1986).
- 12 septembre : 
  - Mylène Farmer, chanteuse française.
  - Tina Konyot, cavalière américaine de dressage.
- 13 septembre : Dave Mustaine, chanteur, guitariste américain du groupe de thrash metal Megadeth.
- 14 septembre :
  - Marc Beaumont, évêque catholique français.
  - Jean-Claude Corre, athlète français, spécialiste de la marche athlétique.
  - Doug DeWitt, boxeur américain.
  - Isabelle Dorsimond, grimpeuse belge.
  - Martina Gedeck, actrice allemande.
  - Franck Montaugé, homme politique français.
  - Bernard Munster, pilote de rallye automobile belge.
- 16 septembre : Terry Blair, tueur en série américain.
- 17 septembre : Pamela Melroy, astronaute américaine.
- 18 septembre :
  - Helena Hamerow, archéologue britannique.
  - Bernard Werber, écrivain français.
- 22 septembre : Bonnie Hunt, actrice, scénariste, productrice et réalisatrice américaine.
- 23 septembre : William Cameron McCool, astronaute américain († 1er février 2003).
- 24 septembre : Pierre Cosso, acteur et chanteur français.
- 25 septembre : 
  - Frankie Randall, boxeur américain († 23 décembre 2020).
  - Mario Díaz-Balart, politicien américain.
- 28 septembre : Gregory Jbara, acteur américain.
- 29 septembre : 
  - Dale Dickey, actrice américaine.
  - Dorothée Gizenga, personnalité politique congolaise († 18 février 2022).
- 30 septembre : Erica Ehm, actrice et productrice canadienne.

## Décès
- 1er septembre : Eero Saarinen, 51 ans, architecte et designer américain d'origine finlandaise. (° 20 août 1910).
- 10 septembre : Leo Carrillo, acteur américain (° 6 août 1881).
- 18 septembre : Dag Hammarskjöld, secrétaire général de l'ONU.
- 24 septembre : Charles Bareiss, résistant alsacien pendant la Seconde Guerre mondiale (°4 octobre 1904).